# Antonio Loredan
Antonio Loredan (in latino Antonius Lauretanus; Venezia, 1420 – Padova, 4 agosto 1482) era un membro della nobile famiglia veneziana Loredan, comandante di Scutari e governatore a Spalato, Albania Veneta e in Morea.

## Famiglia
Antonio nacque nella nobile famiglia veneziana dei Loredan . Sua moglie era Orsa (Orsola) Pisani, con la quale ebbe tre figli: Giovanni, Marco e Jacopo.

## Morea e Dalmazia
Nel 1466 Loredan era governatore della Morea. Nel periodo 1467-69 fu governatore di Spalato nell'Albania Veneta.

## Albania Veneta
Loredan fu nominato capitano di Scutari e governatore dell'Albania Veneta il 12 luglio 1473.
Fu uno dei comandanti militari veneziani durante l'assedio di Scutari (1474). Secondo alcune fonti, quando il presidio degli Scutari si lamentò della mancanza di cibo e acqua, Loredan disse loro "Se hai fame, ecco la mia carne; se hai sete, ti do il mio sangue".
A causa della riuscita difesa della città fu considerato un eroe di guerra. Il governo veneziano ha assegnato a Loredan il titolo di "Cavaliere di San Marco" . Per celebrare questa vittoria, i veneziani decisero il 4 settembre 1474 di costruire un ospedale.

## Cipro e Venezia
Dopo la riuscita difesa di Scutari, il governo veneziano ordinò a Loredan di impadronirsi di Cipro e di presidiare i suoi castelli dopo aver distrutto per primi i forti ottomani a Bojana. Lo scopo di questa mossa era impedire alla Repubblica di Genova di usare la situazione instabile a Cipro e catturarla per prima.
Nel 1478 Loredan fu eletto Procuratore di San Marco. Morì di febbre palustre nel 1482, durante la guerra di Ferrara.

## Nella letteratura e nelle arti
Loredan è menzionato in molte opere letterarie, come quelle di Stjepan Mitrov Ljubiša e Marin Barleti.